# Eusebi Carbó
Eusebi Carbó y Carbó (Palamós, Bajo Ampurdán, 31 de diciembre de 1883-Ciudad de México, 16 de enero de 1958) fue un maestro y propagandista anarcosindicalista y anarquista catalán.

## Biografía
Eusebi Carbó y Carbó evolucionó gradualmente del ambiente ideológico familiar federalista y anticlerical hacia el anarquismo debido a la lectura de los textos de Godwin, Kropotkin, Proudhon y Bakunin. Pronto marchó hacia Barcelona, donde contactó con un viejo conocido de la familia, Anselmo Lorenzo.
Detenido en 1901 cuando tenía solo 18 años de edad, fue encarcelado cinco meses. En 1905 frecuentó el grupo Avenir y pronto se convirtió en un militante de perfil alto, puesto que desde 1914 participó en numerosos congresos, especialmente el Congreso Nacional Anarquista de 1919 en Barcelona, en qué fue delegado por la región del Levante. Propuso enviar una delegación para observar la Revolución Rusa; pero no consiguió atravesar la frontera. Viajando por Italia encontró Malatesta, Armando Borghi y Luigi Fabbri, que tuvo una fuerte influencia en sus ideas.
El 1916, junto con Mauro Bajatierra Morán, participó en el Congreso de la Unión General de Trabajadores (UGT) e inició la militancia al grupo «Los Iguales». En 1918, después de participar en la Conferencia Internacional del Trabajo en Ginebra, en el VI Congreso de la Federación Nacional de Agricultores en Valencia defiende la línea anarquista dura, igual que al Congreso en Barcelona en representación del Levante. En 1921 participó en el Congreso de la CNT que estableció el propósito de la organización hacia el comunismo libertario, y también denunció la deriva autoritaria que estaba teniendo la Revolución Rusa.
Detenido en Valencia en 1921, fue condenado a dos años de prisión. Liberado poco después, dirigió en Zaragoza el diario Cultura y Acción. Poco después marchó al exilio en Perpiñán y participó en la lucha contra la dictadura de Primo de Rivera. Trabajó de taxista y colaboró con Francesc Macià en los hechos de Prats de Molló. En 1927 firmó un manifiesto en defensa de la CNT. Fue el redactor del diario Solidaridad Obrera en 1930, y director de 1934 a 1935.
El marzo de 1930 fue uno de los firmantes del Manifiesto de Inteligencia Republicana, y también redactor de La Guerra Social. En 1931 participó en la Conferencia de la Confederación Regional del Trabajo de Cataluña (CRTC), celebrada en Barcelona entre el 31 de mayo y el 1 de junio. Entre el 10 y el 16 de junio de 1931 presidió en Madrid la novena sesión del III Congreso Confederal de la Confederación Nacional del Trabajo, donde fue elegido delegado para asistir al Congreso de la AIT.
En 1933 aseguró junto a Alexander Schapiro la Secretaría de la AIT pero se opuso a los intentos insurreccionalistas de la FAI. 
En 1934 formó parte de un comité para acoger los hijos de los huelguistas de Zaragoza. El 9 de mayo de 1934 Carbó y un grupo de líderes cenetistas visitan el Palacio de la Generalidad de Cataluña. Entre los líderes figuran Juan García Oliver, Germinal Esgleas, Ricardo Sanz García y Herrero. El titular de prensa es sorprendente: "La C.N.T. reconoce la autoridad del gobierno de la Generalidad de Cataluña". 
El 23 de junio representó Cataluña en el pleno nacional de Madrid, pero mantuvo disputas con otros militantes. En julio de 1936 cuando estalló la revolución social, su firmeza ideológica osciló entre la reafirmación de la ortodoxia anarcosindicalista y el ejercicio político como miembro del Consejo Económico de Cataluña, su tarea al Comisariado de propaganda de la Generalidad y al Ministerio de Educación. En 1937 dirigió la revista de la CNT Cataluña. De septiembre de 1937 a enero de 1938 viajó a Nueva York por encargo de la Generalidad de Cataluña para lograr el apoyo a la causa republicana de los grupos anarquistas italianos de la ciudad.
Después de la guerra civil española se refugió en Francia, de donde marchó a Santo Domingo en 1940 antes de residir en México, donde fue el secretario de la CNT en 1943, oponiéndose a las tesis de Joan Garcia Oliver para la creación de una nueva FAI. En 1945 fue elegido secretario de la Delegación General de CNT en México, y rechazó la participación en un ministerio en el gobierno de la República española en el exilio de Giral. Continuó su colaboración con la prensa confederal internacional con varios pseudónimos (Mario Negro, Gustavo, Simplicio, Negresco, H. Horizonte, Romano, Rodrigo, Gran Orador.) 
Murió el 16 de enero de 1958 en la Ciudad de México. Su compañera Margarida Gironella continuó publicando las obras de su marido hasta su muerte en 1964.

## Legado
El 2014 Margarita Carbón, historiadora y nieta de Eusebi Carbó, publicó el diario del viaje que hizo su abuelo en Nueva York entre finales de 1937 y principios de 1938.

## Obras
- Gestas magníficas, Interviú cono el grande revolucionario Enrique Malatesta (1921)
- En linea recta. El naturismo y el problema naturista (1930)
- La reconstrucción de España (1945)
- La crisis fraudulenta del marxismo (1941)
- Tradujo del italiano La rivoluzione in Italia: nostra opinione por il suo trionfo de Malatesta y Storia del socialismo europeo nel XX° secolo de Leo Weiczen-Giuliani.